# Роберт Шетеліг
Роберт Шетеліг (нім. Robert Schetelig; 6 жовтня 1918, Любек — 22 вересня 1943, мис Фарвель) — німецький офіцер-підводник, оберлейтенант-цур-зее крігсмаріне.

## Біографія
3 квітня 1937 року вступив на флот. З 3 жовтня 1942 року — командир підводного човна U-229, на якому здійснив 3 походи (разом 108 днів у морі). 22 вересня 1943 U-229 був потоплений в Північній Атлантиці південно-східніше мису Фарвель (54°36′ пн. ш. 36°25′ зх. д.) глибинними бомбами, артилерією і тараном британського есмінця HMS Keppel. Всі 50 членів екіпажу загинули.
Всього за час бойових дій потопив 2 кораблі загальною водотоннажністю 8352 тонни і пошкодив 1 корабель водотоннажністю 3670 тонн.
| Дата            | Назва корабля          | Тип               | Тоннаж | Вантаж                                                                                                  | Екіпаж | Загинули | Країна             | Конвой |
| --------------- | ---------------------- | ----------------- | ------ | --- | ------ | -------- | ------------------ | ------ |
| 10 березня 1943 | Nailsea Court          | Торговий пароплав | 4,946  | 7661 тонн генеральних вантажів, у тому числі 650 тонн мідних прутків, 800 тонн нікелевої руди і азбесту | 49     | 45       | Британська імперія | SC-121 |
| 10 березня 1943 | Coulmore (пошкоджений) | Торговий пароплав | 3,670  | Генеральні вантажі                                                                                      | 47     | 40       | Британська імперія | SC-121 |
| 5 квітня 1943   | Vaalaren               | Торговий теплохід | 3,406  | 4915 тонн генеральних вантажів                                                                          | 45     | 45       | Швеція             | HX-231 |

## Звання
- Кандидат в офіцери (3 квітня 1937)
- Морський кадет (21 вересня 1937)
- Фенріх-цур-зее (1 травня 1938)
- Оберфенріх-цур-зее (1 липня 1939)
- Лейтенант-цур-зее (1 серпня 1939)
- Оберлейтенант-цур-зее (1 вересня 1941)